# Дьєр (комітат)
Дьєр (угор. Győr; словац. Ráb — Рабська жупа або Рабський комітат; нім. Raab — Раабський комітат) — історичний комітат у західній частині Угорського королівства, переважно на південному березі Дунаю біля впадання в нього Раби. Нині ця територія входить до складу медьє Дьєр-Мошон-Шопрон Угорської республіки, а невелика частина (близько 5 % площі колишнього комітату) на лівому березі Дунаю — до складу Трнавського краю Словаччини. Адміністративним центром комітату було місто Дьєр.

## Географія
Дьєр лежить у північно-західній частині Середньодунайської рівнини на території Кішальфельда — Малої Угорської низовини. Більшість комітату розташовувалась на південь від головного русла Дунаю, вздовж нижньої течії річки Раба до її впадання в Дунай. Південно-східну межу комітату утворювали північні відроги гір Баконь. Дьєр вирізнявся безліччю річок, серед яких кілька рукавів і приток Дунаю, а алювіальні ґрунти сприяли сільському господарству. Комітат мав відносно невелику площу — 1534 км² (станом на 1910 рік) і межував із такими комітатами: Мошон, Пожонь, Комаром, Веспрем і Шопрон.
У Дьєрі було добре розвинене сільське господарство: вирощувалися пшениця, жито, кукурудза, овес, деяке значення мало виноградарство. Тут також було розвинене розведення великої рогатої худоби та свиней. Столиця комітату місто Дьєр була великим за угорськими мірками центром машинобудування, харчової промисловості та суднобудування. Розташування Дьєра на шляху з Відня до Будапешта зробило місто важливим транспортним вузлом.

## Історія
Дьєр був одним із перших угорських комітатів, які на початку XI століття утворив король Іштван I Святий. Він отримав назву за однойменним королівським замком, розташованим біля злиття Раби, Рабниці і Малого Дунаю, і захищав підступи до Угорського королівства з боку Австрії . У XVI столітті за цю область розгорнулася боротьба між Османською імперією, яка підкорила в першій половині століття більшу частину Угорщини, та Габсбургами. 1541 року значну частину комітату завоювали турки, а 1596 року впало й місто Дьєр. Проте вже за два роки австрійці його відбили. У XVII столітті Дьєр став сильною фортецею, плацдармом для звільнення Угорщини з-під турецької влади.
Після поразки Австро-Угорщини в Першій світовій війні та за умовами Тріанонського договору 1920 року територію комітату Дьєр розділили між Угорською республікою та Чехословаччиною. Більшість комітату (95 %) залишилася в Угорщині і увійшла до складу медьє Дьєр-Мошон-Пожонь. 1950 року цю адміністративну одиницю об'єднано з угорською територією колишнього комітату Шопрон, утворено медьє Дьєр-Шопрон. На початку 1990-х це медьє перейменовано і нині воно має назву Дьєр-Мошон-Шопрон.

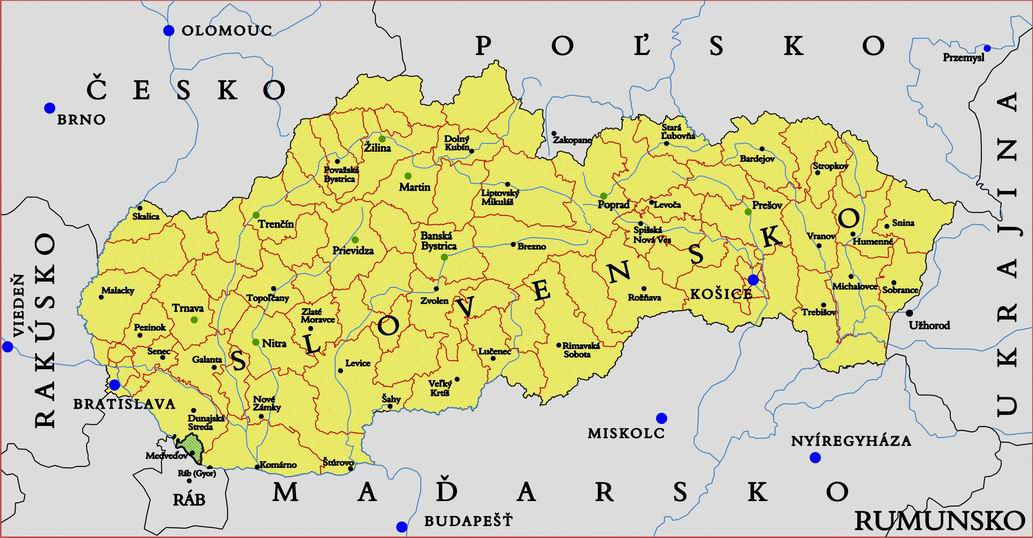
Словацька частина комітату Дьєр на карті Словаччини

Чехословацька частина комітату Дьєр мала відносно невелику площу і включала територію на північ від головного русла Дунаю, найважливішим населеним пунктом якої був Медведьов. Ця область увійшла до складу Комарненської жупи Чехословацької республіки, а 1923 року її передано Братиславській жупі (пізніше — Братиславський край). Від 1960 до 1990 року село Медведьов та навколишні землі входили до складу Західнословацького краю Чехословацької соціалістичної республіки. Нині ця частина комітату Дьєр відноситься до округу Дунайська Стреда Трнавського краю Словаччини.
Сучасна словацька частина колишнього комітату Дьєр — один із тих регіонів Словаччини, де переважна більшість населення є етнічними угорцями. Так, у Медведьові угорці становлять 87,3 % постійних жителів, у Чилизькій Радвані — 95,4 %, у Ґабчіково — 90,4 %.

## Населення
Згідно з переписом 1910 року на території комітату Дьєр проживало 136 295 осіб, переважна більшість яких (97,6 %) були етнічними угорцями. Словаки становили трохи більше 0,4 % населення комітату, тоді як німецькомовна меншість налічувала приблизно 1,5 %. Панівною релігією населення був католицизм, який сповідували близько 76 % жителів. Істотне значення також мав протестантизм: лютеран налічувалося близько 12 % населення, а кальвіністів трохи менше 7 %. Євреї в Дьєрі становили близько 5 % жителів.

## Адміністративний поділ

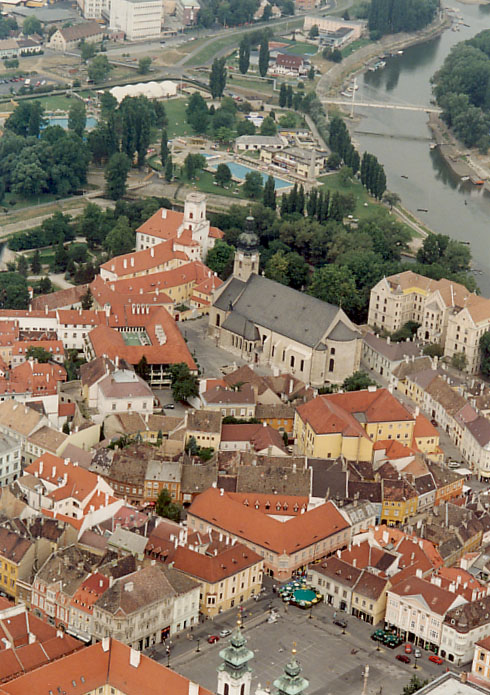
Краєвид міста Дьєр

На початку XX століття до складу комітату входили такі округи:
| Округи          | Округи         |
| Округ           | Адм. центр     |
| --------------- | -------------- |
| Пуста           | Дьєрсентмартон |
| Тосігетчілізьоз | Дьєр           |
| Шокороалья      | Тет            |
| Вільне місто    |                |
| Дьєр            |                |